# Jurij Surenovič Ajrapetjan
Jurij Surenovič Ajrapetjan (arménsky Յուրի Սուրենի Հայրապետյան; 22. října 1933 Jerevan – 19. dubna 2021) byl rusko-arménský klavírista a hudební pedagog – profesor na Moskevské státní konzervatoři.
V roce 1956 ukončil s vyznamenáním moskevskou konzervatoř (třída J. Fliera) a v roce 1960 dokončil aspiranturu. Během této doby dosáhl významných úspěchů a stal se laureátem soutěže na V. Světovém festivalu mládeže a studentstva ve Varšavě (druhá cena) a Queen Elizabeth International Competition v Bruselu (1960, osmá cena).
Od roku 1961 vyučoval na Jerevanské konzervatoři (od roku 1973 – docent, v letech 1977–1994 – děkan klavírního oddělení, od roku 1978 – profesor).
Od roku 1994 byl profesorem na moskevské konzervatoři. Vyučuje mistrovské kurzy v ruských městech i v zahraničí.
Opakovaně vystupoval s orchestry pod vedením současných dirigentů (K. Kondrašin, Gennadij Nikolajevič Rožděstvenskij, N. Rachlin, Valerij Gergijev a další), stejně jako v autorských koncertech Arama Chačaturjana pod vedením autora.